# Sourcefire
Sourcefire  est une société américaine fondée en 2001 par Martin Roesch, le créateur du logiciel IDS libre Snort.
La société était cotée NASDAQ avec le code FIRE jusqu'en 2013 et le titre a été retiré à la suite du rachat par Cisco.

## Histoire
En octobre 2005, La société israélienne Check Point a tenté d'acquérir Sourcefire pour 225 millions de dollars US, mais en mars 2006 le CFIUS a suspendu la transaction en invoquant des raisons de sécurité nationale,.
En 2007, Sourcefire acquiert le projet de logiciel antivirus libre ClamAV, cela a provoqué une crainte dans la communauté de l'antivirus.
Le 23 juillet 2013 Cisco annonce avoir fait l'acquisition de Sourcefire pour un montant de 2,7 milliards de dollars,.

## Annexe